# Ногаредо ал Торе (Удине)
Ногаредо ал Торе је насеље у Италији у округу Удине, региону Фурланија-Јулијска крајина.
Према процени из 2011. у насељу је живело 250 становника. Насеље се налази на надморској висини од 32 м.